# Iñaki Ruiz de Pinedo Undiano
Iñaki Ruiz de Pinedo Undiano (Vitòria, 23 de juliol de 1954) és un sociòleg i polític basc. Professor de sociologia a la Universitat del País Basc, va militar de jovenet al Partit Nacionalista Basc, però l'abandonà durant la transició i milità a HASI, que des del 1978 s'integrà a Herri Batasuna, amb la qual fou elegit diputat per Àlaba a les eleccions al Parlament Basc de 1980 i 1984, 1986 i 1990. De 1995 a 1999 fou representant del Parlament Basc al Consell Assessor de RTVE al País Basc
El 1981 fou detingut amb Jokin Goristidi Artola, Miguel Castells Artetxe i altres per cantar l'Eusko Gudariak davant del rei Joan Carles I a la Casa de Juntes de Gernika. El 1983 fou detingut amb Jon Idigoras després d'una tertúlia a Los desayunos del Ritz acusat de legitimar la lluita d'ETA. Fou membre de la Mesa Nacional d'HB de 1982 a 1996 i regidor de l'Ajuntament de Vitòria per Euskal Herritarrok el 2000. Poc després va dimitir en desacord amb la línia d'actuació del seu partit. Després d'un període actiu en activisme a nivell loca, però allunyat de la política, en les eleccions al Congrés espanyol de 2019 encapçalà la llista de Euskal Herria Bildu per Àlaba.